# Дестари Мустафа-паша
Дестари Мустафа-паша је био османски намесник за време султана Ахмеда.

## Биографија
Дестари Мустафа-паша, као и многи његови савременици, школовао се у Ендеруну . Паша је служио као намесник Анатолије и био је ожењен  сестром султана Ахмеда.
Гробница Дестари Мустафа-паше, који је убијен 1610. године, налази се у дворишту Принчеве џамије. Поред њега су сахрањена његова деца и његова супруга султанија Ајше.